# Фостен I
Сулу́к-Эли́ Фосте́н (гаит. креол. Fosten Soulouk, фр. Faustin-Élie Soulouque; 15 августа 1782, Пти-Гоав, Сан-Доминго — 3 августа 1867, Анс-а-Во, Гаити) — гаитянский государственный, политический и военный деятель. Придя к власти в результате военного переворота, в 1847 году Сулук стал президентом Республики Гаити, а в 1849 году — провозгласил Гаити империей, а себя — императором, и начал править под именем Фосте́н I (фр. Faustin Ier, гаит. креол. Fosten I).
Период правления Фостена I был отмечен рядом эксцентричных нововведений в различных сферах жизни государства, а также крайне недальновидной внутренней и внешней политикой. В 1859 году группа военных свергла императора, восстановив республиканскую форму правления и вынудив Сулука бежать из страны.

## Биография
Фостен-Эли Сулук родился 15 августа 1782 года в Пти-Гоаве, на территории тогдашней французской колонии Сан-Доминго. Его отец и мать, принадлежавшие к африканскому племени мандинка, были привезены на остров Гаити французами в качестве чернокожих рабов.
Сулук служил под началом Андре Риго, Александра Петиона, Жан-Батиста Рише, Жан-Пьера Бойера.
После свержения в 1843 году президента Жан-Пьера Бойера в Гаити началась Гражданская война между мулатами, поддерживавшими Бойера, и представителями чернокожего населения страны. Чтобы успокоить последних, в 1847 году, после смерти президента Жан-Батиста Рише, мулатские правящие круги выбрали его преемником Сулука. Они рассчитывали на то, что власть нового президента, как и всех его чернокожих предшественников, будет лишь номинальной, тогда как де-факто править страной продолжит мулатская элита, однако Сулука не устраивало такое положение дел, и в начале 1848 года он сосредоточил всю полноту власти в своих руках, отстранив мулатов от руководства страной. Сулук сразу зарекомендовал себя как жёсткий, авторитарный правитель: встав во главе государства, он нашёл поддержку в лице чернокожих генералов. Он выступил инициатором облав на представителей мулатской элиты: те из них, кто не успел вовремя бежать, подверглись преследованиям и арестам; многие были казнены. С приходом генерала к власти Гаити погрузилась в атмосферу страха и жестокости. «Гаитянский правящий строй — это деспотизм самого невежественного, развращённого и порочного вида, — писал американский генеральный консул Роберт Уолш о режиме Сулука. — Государственная казна является банкротом, (…) население погружено в киммерийскую тьму, (…) и люди даже в доверительной беседе боятся высказывать своё мнение о чём-то, за что могут подвергнуться пыткам и обвиняться в (…) критике властей». Опорой режима стали вооружённые силы страны, а также полувоенные формирования «зинглинов».
26 августа 1849 года Сулук провозгласил Гаити империей, а себя — императором Фостеном I. В тот же день члены Сената водрузили ему на голову дешёвую, сделанную в кустарных условиях, корону из покрытого позолотой картона.
18 апреля 1852 года Фостен I был торжественно коронован в павильоне на столичном Марсовом поле. На сей раз его корона была изготовлена из чистого золота. Наряду с короной императрицы, а также горностаевыми мантиями для императорской четы, она была доставлена из Франции. Церемонию коронации Фостен планировал сделать максимально похожей на наполеоновскую, состоявшуюся в 1804 году.

### Император
20 сентября 1849 года была обнародована конституция империи, установившая официальный титул императора Милостью Божьей и Конституцией империи, император Гаити. Были возобновлены учреждённые королём Анри I и установлены новые дворянские звания. Параграф 198 конституции в число национальных праздников (1 сентября — День независимости, 1 мая — сельского хозяйства и 26 августа — учреждения империи) включил дни памяти великих соотечественников Жан-Жака Дессалина (2 января), Александра Петиона (2 апреля) и Филиппа Герье (30 июня).
Несмотря на серьёзные намерения императора, весь мир считал Фостена I невеждой, а его режим — подобием цирка. Многие усматривали в Империи Гаити издевательскую пародию на Вторую французскую империю, а самого Фостена сравнивали с французским императором Наполеоном III, который первоначально также был президентом страны, и впоследствии провозгласил себя монархом. В силу того, что империя Гаити была образована раньше французской, 2 декабря 1851 года, в день государственного переворота во Франции, противники реставрации империи на улицах Парижа скандировали: «Долой, Сулук! Долой, предатель!» — слово «сулук» приобрело нарицательное значение и буквально означало «деспот», «варвар». Фостен I стал одним из любимых персонажей французских карикатуристов, в том числе, знаменитых Кама, Надара и Оноре Домье.
В годы правления Сулука по столице Гаити были развешены плакаты, на которых был изображён глава государства на коленях у Девы Марии.
В 1925 году приверженцы культа вуду на гаитянском острове Гонав, провозгласили сержанта американской морской пехоты Фостина Виркуса императором Фостеном II, посчитав его за реинкарнацию Фостена I. Фостен II правил островом до 1929 года, когда по службе был переведён в другое место.